# Lotus arinagensis
Lotus arinagensis Bramwell, conocida como corazoncillo de Arinaga (mata parda), es un endemismo del este de la isla de Gran Canaria.

## Descripción
Planta perenne, rastrera, de color grisáceo. Los tallos pueden alcanzar de 30 a 50 cm y con muchas ramitas laterales. Posee hojas compuestas trifoliadas, carnosas, algo pílosas y sésiles de hasta 0,5 cm de largo. Flores de color amarillo en grupos de 2 a 4 en cada pedúnculo, cáliz piloso y corola con uno de los pétalos aquillado sin pico largo.  

## Hábitat
Se encuentra en barranqueras costeras de arenas marinas, con pendientes suaves y, a veces, en lomas de caliches algo arenosas (Bañares et al., 2004). Habitualmente aparecen acompañadas de Convolvulus caput-medusae, Suaeda vermiculata, Chenoloides tomentosa, Heliotropium bacciferum y Polycarpaea nivea.

## Amenazas
Esta especie se encuentra en peligro crítico de extinción CRB2ab, según la clasificación UICN y se incluye en el Catálogo Canario de Especies Protegidas como especie de interés para los ecosistemas canarios.